# Pero Meogo

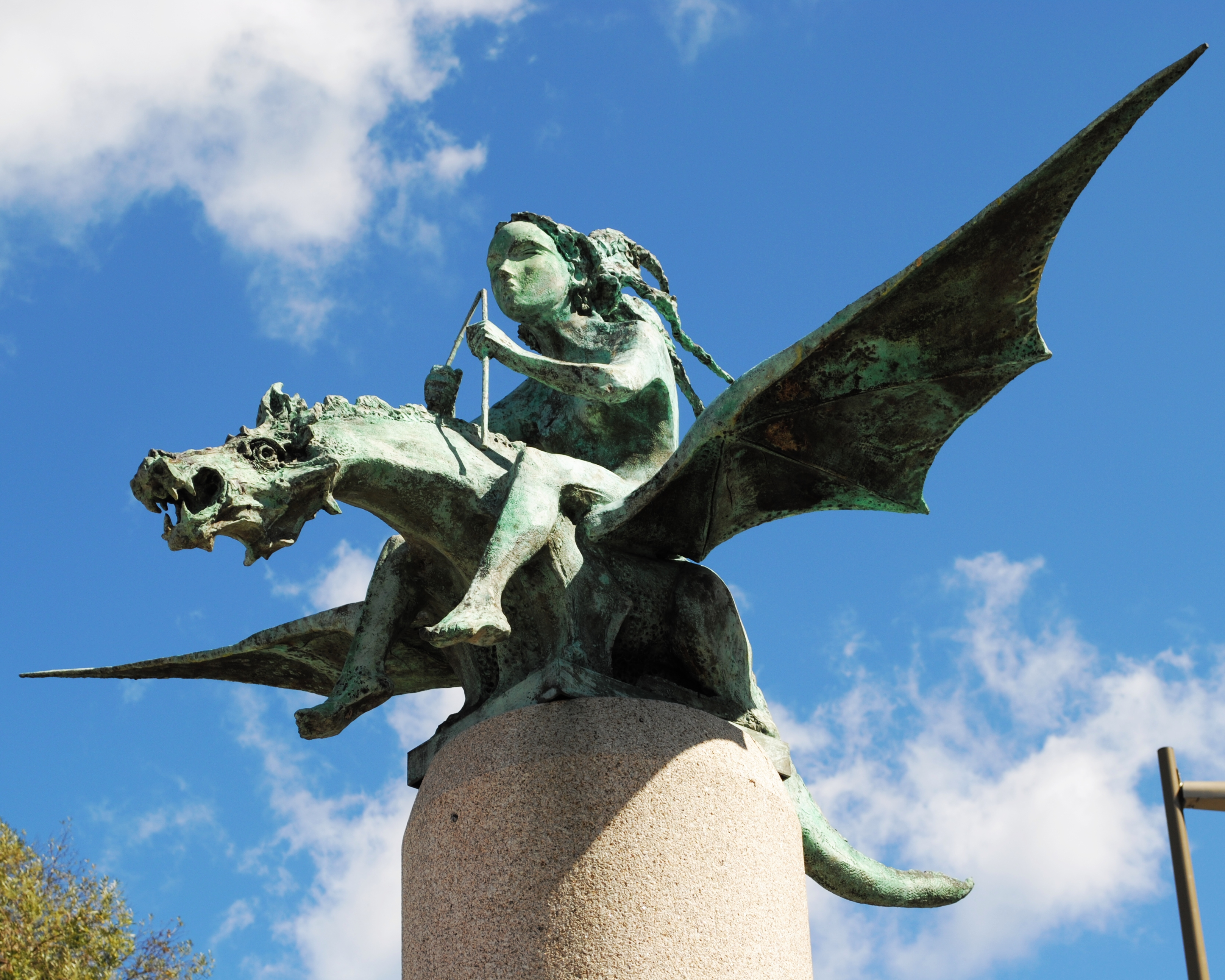
Monumento dedicado aos poetas, cantores e trovadores da Ria de Vigo, Martín Codax, Pero Meogo, Mendiño e Paio Gómez Chariño, A fada e o dragão de Xaime Quessada, na rua Alfonso XII de Vigo.

Pero Meogo (ou Pedro Meogo) foi um jogral galego-português de que não se tem quase informação. Sabemos que deve ter sido contemporâneo do rei  D. Dinis (que reinou desde 1279 até 1325), já que este rei-trovador compôs uma cantiga de seguir que está relacionada com cantiga de Meogo Levantous´a velida. Conservam-se nove cantigas de amigo da autoria de Meogo.
Os especialistas na lírica medieval galego-portuguesa Carlos Alvar e Vicente Beltrán situam a obra de Pero Meogo a meio caminho entre a cantiga narrativa e a de amigo. Neste autor vemos um amplo uso de símbolos da natureza, e sobre tudo, do cervo.